# 睦州 (湖北省)
睦州，中国隋朝时湖北省境内设置的州。
隋文帝开皇八年（588年）置睦州，治所在长杨县（今湖北省长阳土家族自治县）。辖境相当今湖北省长阳土家族自治县及五峰土家族自治县东部。开皇十七年（597年），废除睦州，长杨县改属荆州。唐高祖武德四年（621年）复置睦州，治所在长阳县，下辖长阳县、巴山县（今湖北省长阳土家族自治县鸭子口乡巴山村北）、盐水县（今湖北省巴东县泗埫乡）。唐高祖武德八年（625年）废睦州。